# Wonorejo (Karanganyar)
Wonorejo is een bestuurslaag in het regentschap Kebumen van de provincie Midden-Java, Indonesië. Wonorejo telt 3218 inwoners (volkstelling 2010).